# 二甲膦
二甲膦是一种有机磷化合物，化学式为(CH3)2PH，或写作Me2PH。它是具有恶臭的气体，在室温以下可以冷凝。它可由磷化氢的甲基化反应中生成，但更好的方法是用三丁基膦还原双(二甲基膦)二硫化物：
[Me2P(S)]2  +  PBu3  +  H2O   →   Me2PH  +  SPBu3  +  Me2P(O)H
它可以和三氟乙烯反应，生成二甲基-1,2,2-三氟乙基膦以及1,1,2-三氟代异构体的混合物。